# Ilusión de validez
La ilusión de validez es un sesgo cognitivo en el que una persona sobreestima su capacidad de interpretar y predecir acertadamente el resultado de un hecho futuro basándose en el análisis de un conjunto de datos.
En particular, las personas sucumben frecuentemente en este sesgo cognitivo cuando se desprende una historia coherente de los datos analizados, y sobre todo, cuando las variables usadas en el estudio están altamente correlacionadas. Este efecto persiste incluso cuando la persona es consciente de la multiplicidad de factores que limitan la precisión de sus predicciones, es decir, cuando los datos y/o los métodos usados para juzgarlos conllevan predicciones fallidas con alta probabilidad. 
El concepto es empleado por el Premio Nobel de Economía Daniel Kahneman, en su obra Pensar rápido, pensar despacio. Se trata de la primera ilusión cognitiva que descubrió.

## Causas
1. La ilusión de validez es un ejemplo de sustitución, en concreto de heurística de la representatividad. Cuando un sujeto tiene ilusión de validez no tiene ninguna reserva a la hora de predecir fracasos o éxitos a partir de una evidencia endeble, que le viene con más facilidad a la mente. Los factores que lo explican son sencillos: limitación de la memoria y de la atención. Los individuos se focalizan y magnifican la evidencia fácil de recordar. Al hacer predicciones o estimaciones, omiten factores causales relevantes, incluso aquellos que antes pudieron tener en cuenta. Tampoco tienen en cuenta el tamaño de la muestra desde la que hacen sus estimaciones, ni si ésta es o no representativa. Se trata también de un ejemplo de WYSIATI (What you see is all there is). En definitiva, la ilusión de validez es un sesgo cognitivo que deriva directamente del modo de funcionar del Sistema 1.
2. Por otra parte, las personas a menudo rehúyen deducir lo particular de lo general, y en cambio, inducen demasiado fácilmente desde lo particular a lo general. Considérese por ejemplo la facilidad en la creación de estereotipos a la que Kahneman hace referencia (estereotipos de la representatividad). La base de este comportamiento es la confianza subjetiva en la capacidad de inferir adecuadamente. La confianza subjetiva es lo que en última instancia alimenta la ilusión de validez.
3. En último lugar, la ilusión de validez se deriva del hecho de que a pesar de que el mundo es complejo e impredecible a largo plazo, inevitablemente uno ha te atenerse a una predicción u otra para sobrevivir. Según Kahneman, los errores de predicción son inevitables porque el mundo es impredecible .

## Fenómenos económico-sociales que explica
La ilusión de validez, o ilusión de aptitud si se refiere al ámbito profesional, es más frecuente en los individuos que más saben que en los que menos saben: estos suelen sentir un exceso de confianza poco realista, fruto de su formación más rica. Los que más saben predicen ligeramente mejor que los que menos saben. Así, la excesiva confianza subjetiva no garantiza acierto alguno. Este sesgo cognitivo está profundamente arraigado en la cultura profesional, en los ámbitos de la política o de la especulación bursátil, entre otros sectores.
Es habitual que los políticos hagan predicciones ambiciosas sobre el futuro, por ejemplo sobre la manera concreta en que dos potencias mundiales adecuarán su política exterior ante un cambio de gobierno. También es habitual que los inversores predigan rentabilidades irreales para sus propias acciones. En la vida individual, la ilusión de validez puede ser responsable de un sobre-optimismo acerca del futuro personal. Así, la evidencia de la existencia de este sesgo cognitivo es amplia.

## Ejemplo
Kahneman descubrió la ilusión de validez sucumbiendo él mismo en este error. Cuando servía en el ejército israelí como psicólogo, fue parte de un grupo al que se le había encargado hacer un test (Leaderless Group Test) para seleccionar a posibles candidatos para líder u oficial. Los psicólogos debían observar grupos, formados por 8 participantes que no llevaban marca alguna de su rango dentro del ejército, y cuya misión era organizarse para conseguir un objetivo en un campo de obstáculos. Kahneman y sus compañeros observaron su comportamiento anotando impresiones claras sobre cada soldado, a partir de las que elaboraron sus predicciones. A pesar de que las predicciones del comportamiento de los soldados como oficiales resultaron erróneas en la práctica, y los psicólogos lo sabían, ellos permanecieron ilógicamente optimistas sobre su habilidad para predecir resultados futuros.